# Колуница
Колуница е село в Западните покрайнини, община Сурдулица, Пчински окръг, Сърбия. Има население от 1 жител (по преброяване от септември 2011 г.).

## Демография
- 1948 – 276
- 1953 – 278
- 1961 – 239
- 1971 – 142
- 1981 – 26
- 1991 – 24
- 2002 – 7
- 2011 – 1

## Етнически състав
(2002)
- 3 (42,85%) – българи
- 1 (14,28%) – сърби